# 호르무즈 왕국

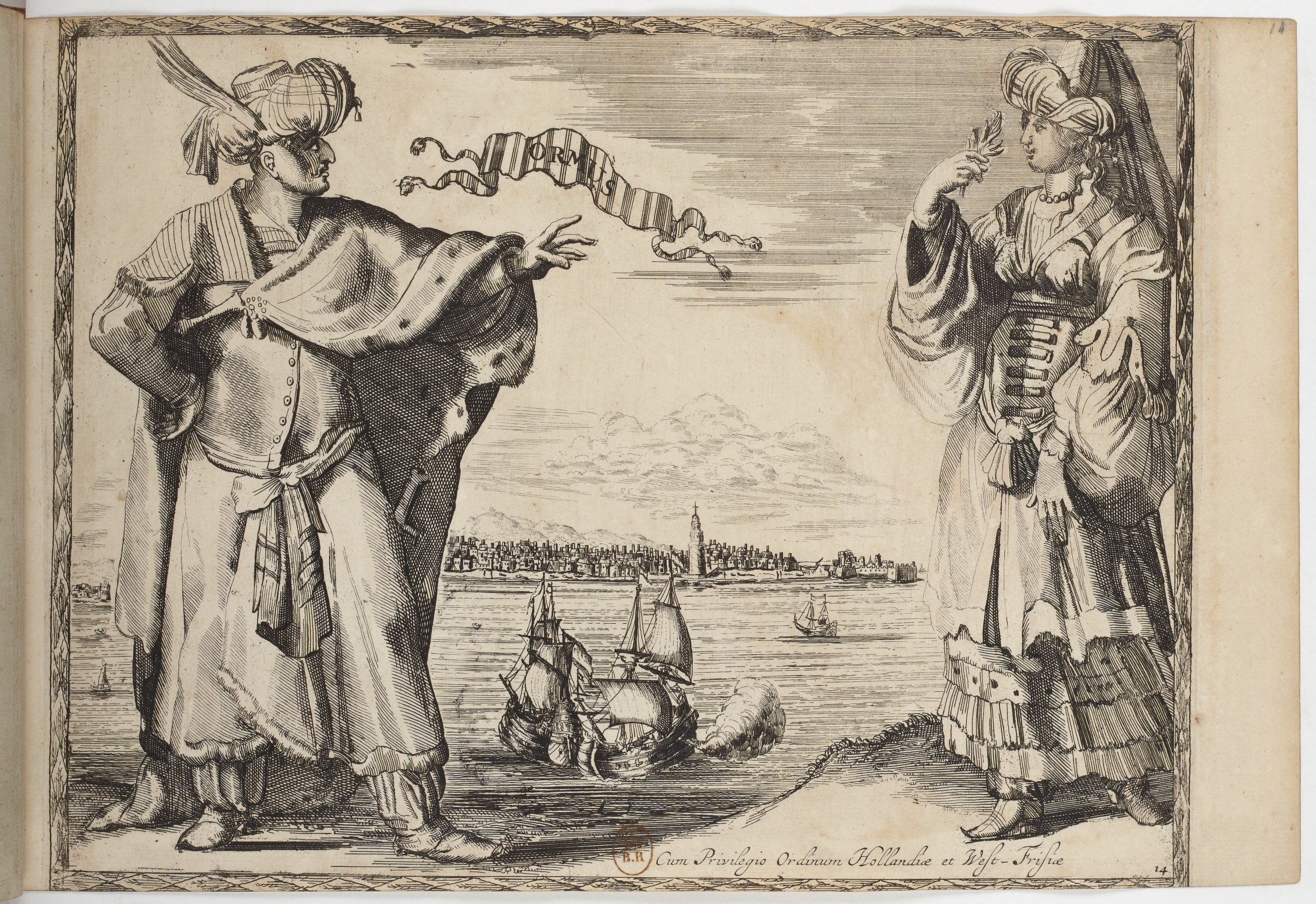
오르무즈의 의상 (1670).

호르무즈 왕국(Kingdom of Ormus, هرمز; Ormuz)은 호르무즈(Hörmüz, Hormoz) 혹은 오르무즈라고도 한다. 호르무즈 왕국은 11세기에서 17세기에 페르시아만(Persian Gulf) 동편에 있었으며, 전성기에는 서쪽으로 바레인(Bahrain)까지 확장하였다. 11세기 케르만 셀주크 술탄국(Kerman Seljuk Sultanate)의 종속국으로서 왕국이 처음 건국되었고, 이후에는 살구르왕조(Salghurids)와 이란의 일한국(Ilkhanate)에 자치적 속국이 되었다. 말기에는 포르투갈 제국(Portuguese Empire)의 종속국(client state)이 되었다. 17세기에는 영토 대부분이 사파비 제국(Safavid Empire)에 합병되었다.
왕조 이름인 '호르무즈'는 수도였던 요새 항구로부터 왔다. 당시 중동에서는 가장 유명한 항구 중 하나였다. 이때는 호르무즈가 페르시아만을 관통하여 중국, 인도, 동아프리카로 가는 해양 교역로를 지배하였다. 이 항구는 오늘날 호르무즈 해협(Strait of Hormuz) 동쪽 이란 내륙 연해 도시 미나브(Minab) 근처 이란 남부 해안에 있었으나, 나중에 자룬섬(island of Jarun)으로 옮겼다. 이로 인해, 자룬섬은 오늘날 호르무즈섬(Hormuz Island)으로 알려졌다. 섬은 반다르아바스(Bandar-e Abbas) 근처에 있다.

## 역사

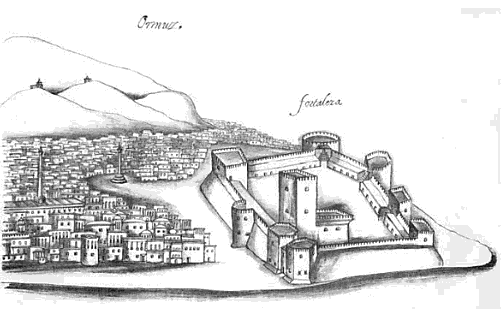
포르투갈 요새

조로아스터교 신 아후라 마즈다가 지역 이름의 어원이며 ‘아후라 마즈다’가 변형되어 ‘오르무즈’(Ormozd) 또는 ‘호르무즈’(Hormuz)라고 불리게 되었다고 추정되고 있다.
페르시아와 인도와 동아프리카를 연결하는 교역의 거점에서 13세기 마르코 폴로는 동방견문록에서 코르모스라고 칭하며, “향신료, 보석, 진주, 비단, 직물, 상아 등을 거래하는 인도 상인들이 모여 있다”고 언급했다.
제노바 상인들이 페르시아만에서 바그다드, 콘스탄티노플과 중앙아시아를 오가며 무역을 했었지만, 14세기 이후 오스만 제국이 득세하고 결국 비잔틴 제국이 멸망하면서 이 루트는 쓸모없게 되었다.
1498년, 바스코 다가마가 인도양 항로를 개척하였고, 1515년 포르투갈 함대가 호르무즈를 공격하고 지배하에 두었다.
17세기에 영국 동인도 회사는 페르시아 실크를 손에 넣기 위해 사파비 왕조의 샤 압바스 1세로부터 무역을 허가받으면서 호르무즈의 포르투갈 요새 공격을 지원하도록 요청받았다. 1622년 호르무즈가 항복하자 압바스 1세는 항만 기능을 바다 건너 페르시아 본토로 옮겨 마을의 이름을 반다르 아바스로 지었다. ‘반다레’는 페르시아어로 항구를 뜻한다. 이후 네덜란드와 프랑스도 동인도 회사의 길드 사무소를 두게 되었다.

## 구 호르무즈
호르무즈의 원래 위치는 오늘날 호르모즈간(Homozgan) 미나브(Minab) 인근의 모고스탄(Mogostan) 혹은 무기스탄(Mughistan) 주 대륙부에 있었다. 당시 일한국(Ilkhanid)은 차가타이한국(Chaghataids)과 경쟁하였고, 주민들은 나반즈(Nabands) 혹은 데완카나(Dewankhana)로도 알려진 구 호르무즈를 버렸다. 1301년, 바하 웃딘 아야즈(Baha ud-Din Ayaz)와 왕비 비비 마리암(Bibi Maryam)의 지휘 하에 주민들은 제룬섬(island of Jerun) 혹은 자룬섬(island of Jarun)으로 이주하였다.

## 방문자
호르무즈를 방문한 인물들로는 다음과 같은 사람들이 있다.
- 알렉산더 대왕의 신하 네아르코스 (기원전 325년 이 땅은 하루모제이아(Harmozeia)로 불렸고, 대왕 사망 2년 전이었다.)
- 마르코 폴로(13세기 후반에 동방견문록에서 마르코 폴로는 출국하면서 케르만 왕국을 여행하고 호르무즈에서 선박의 조달을 포기, 귀로의 여정에 인도에서 유람을 하고 호르무즈에 상륙해 코카찐 공주를 돌려보냈다. 당시 칭기즈칸의 손자 훌라구(일 칸국)의 손자 아르군 칸이 다스리는 일 칸국이 지배하고 있었다.)
- 이븐 바투타(14세기 모로코의 대여행가로 두 차례 방문했다. 일 칸국이 지배하고 있었다.)
- 정화 (명나라 영락제의 명을 받은 대장정에서 1415년경, 1422년경, 1431년경 세 차례 방문을 했다. 당시엔 티무르 제국이 지배하고 있었다.)

## 같이 보기
- 호르무즈섬
- 호르미즈드 1세

## 참고 문헌
- 이븐 바투타 《대여행기》 전8권, 家島彦一 역, 헤본샤 < 동양문고 >, 1996-2004 2002년.

1. ↑  Charles Belgrave, The Pirate Coast, G. Bell & Sons, 1966 p.122
2. ↑  Shabankareyi, Muhammad. 《Majma al-Ansab》. 215쪽.
3. ↑  Vosoughi, M. B. 《The Kings of Hormoz》. 92쪽.
4. ↑    1. 127 The Travels of Marco Polo the Venetian, J.M. Dent & Sons Ltd; E.P. Dutton & Co, London and Toronto; New York, 1926 ~ p. 63. Although Marco Polo refers to the island on which was the city of Hormoz, Collis states that at that time Hormoz was on the mainland. #85 Collis, Maurice. Marco Polo. London, Faber and Faber Limited, 1959~ p. 24.